# Anders Lidtgren
Anders Lidtgren, född 1729 på Uddetorp, Skara landsförsamling, i Västergötland, död 1815, var en svensk astronom.
Lidtgren blev student vid Uppsala universitet 1750, i Lund 1754, filosofie magister primus där 1772, docent i matematik samma år, adjunkt och observator 1775 samt erhöll permanent tjänstledighet 1806. Han genomförde bland annat observationer vid åtskilliga solförmörkelser, månförmörkelser, Jupiters ockultation av månen och Merkuriuspassagen 1769. Resultaten av hans observationer meddelades i tolv uppsatser (i Vetenskapsakademiens Handlingar 1786-1804). Han invaldes som ledamot av Vetenskapsakademien i Stockholm 1788.